# Wally Dressel
Marie Hedwig Wally Dressel, po mężu Stolberg (ur. 3 czerwca 1893 w Magdeburgu, zm. 10 czerwca 1940 tamże) – niemiecka pływaczka reprezentująca Cesarstwo Niemieckie, srebrna medalistka igrzysk olimpijskich (1912).
Podczas V Letnich Igrzysk Olimpijskich w Sztokholmie w 1912 roku, Dressel wystartowała w dwóch konkurencjach pływackich. W drugim półfinale 100 metrów stylem dowolnym z czasem 1:34,4 zajęła czwarte miejsce i odpadła z dalszej rywalizacji. Dressel wystartowała także na pierwszej zmianie niemieckiej sztafety 4 × 100 m stylem dowolnym. Czasem 6:04,6 ekipa Niemek zdobyła srebrny medal.
Dressel reprezentowała klub 1. Magdeburger Damenschwimmverein.